# Lispe patellata
Lispe patellata är en tvåvingeart som först beskrevs av Aldrich 1913.  Lispe patellata ingår i släktet Lispe och familjen husflugor. Inga underarter finns listade i Catalogue of Life.